# Autoroute AP-4 (Espagne)

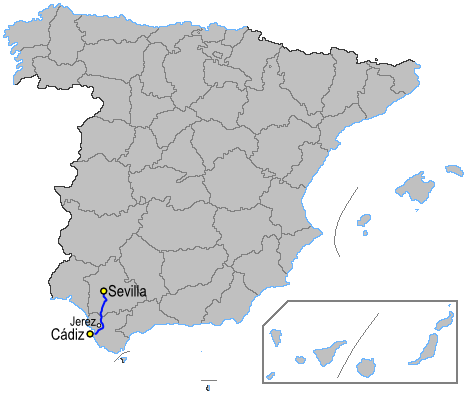
Localisation de l'AP-4 sur le territoire espagnol

Pour les articles homonymes, voir Autoroute du Sud.
L'autoroute AP-4, appelée aussi « autoroute du Sud » (en espagnol : Autopista del Sur) est une autoroute espagnole reliant Dos Hermanas au sud de Séville à Puerto Real près de Cadix, en Andalousie. Sa longueur est de 85,9 km.
Elle permet de relier les deux sections de l'autoroute A-4 de Madrid à Dos Hermanas et la section qui part du nord de Jerez De La Frontera à Cadix.

## Situation
Le sud de l'Andalousie est un grand pôle d'attraction et commercial du pays où il existe des infrastructures de transports importantes entre les deux principales villes d'Andalousie occidentale, Séville et Cadix, d'où l'importance de les relier par une voie à grande capacité qui prolonge la voie express en provenance de Cordoue et Madrid, qui permet notamment d'accéder au port de la baie de Cadix et au port d'Algésiras dans lesquels transitent 18 % des marchandises des ports espagnols.

## Historique
La concession est accordée par le gouvernement en 1969 pour une période de vingt-quatre ans à la société Bética de Autopistas qui effectue les travaux de construction qui s'achèvent en 1972, date à laquelle l'autoroute est entièrement ouverte. Elle possède alors deux péages, l'un à Los Palacios y Villafranca et le second à Las Cabezas. Ce dernier était saturé pendant les week-ends d'été par les Sévillans qui voulaient se rendre sur la costa de la Luz. 
En 1986, Aumar en prend la concession qui est prolongée jusqu'en 1999 puis 2006 et enfin 2019.
En 2005, le péage est supprimé sur la section entre Jerez de la Frontera et Cadix dans le cadre du plan Mascerca de la Junte d'Andalousie, garantissant ainsi un itinéraire sans péage entre Cadix et Algésiras, alternative à la route nationale N-340, située plus au sud. Le gouvernement andalou a déboursé 72 millions d'euros pour cela, répartis en versements réguliers jusqu'en 2019. Le concessionnaire a ensuite rapidement augmenté les tarifs de la section entre Séville et Jerez.
En 2018, le gouvernement de Pedro Sánchez confirme la fin de la concession au 31 décembre 2019. À cette date, les péages sont supprimés et l'AP-4 est intégrée au réseau routier national.

## Tracé
- L'autoroute AP-4 commence au sud de Séville dans la commune de Dos Hermanas et s'étire sur 66 km jusqu'à Jerez de la Frontera. Elle contourne la ville du nord au sud par l'est où là se connecte l'A-382 en direction d'Arcos de la Frontera et un peu plus au sud l'A-381 en direction d'Algésiras. Toutes deux sont des autoroutes autonomes d'Andalousie.
- L'AP-4 poursuit son chemin vers Cadix où à hauteur de Puerto Real elle croise l'A-4 et la CA-32 (autoroute urbaine qui relie El Puerto de Santa María à Puerto Real).
- Avant d'entamer la traversée de la baie de Cadix, l'AP-4 devient la CA-35 (autoroute urbaine d'accès à Cadix).

## Trafic
L'autoroute a un trafic de 21 800 véhicules par jour. On estime qu'il a augmenté à environ 40 000 véhicules par jour après la fin du péage.

## Sorties
- 558 (A-4) ou 13  Échangeur autoroutier entre A-4 et  A-480  (de et vers Séville) : Dos Hermanas-sud, Cadix ( A-480 ) +  l'A-4 devient l'AP-4
- 15 (de et vers Cadix) : Dos Hermanas ( N-IV / CA-31 )
- Aire de service La Florida (sens Séville-Cadix)
- 23/24 : Los Palacios y Villafranca, Utrera ( A-362 )
- Aire de service Cerro del Fantasma (sens Cadix-Séville)
- 44 : Sanlúcar de Barrameda, Lebrija, Las Cabezas de San Juan ( A-471 ) +  Péage de Las Cabezas (supprimé en 2020)
- 53 (depuis Séville) :  N-IV / A-480
- Aire de service El Cuadrejon (dans les deux sens)
- 78/79 : Jerez de la Frontera-nord ( N-349 )
- 78/80  Échangeur autoroutier entre AP-4 et  A-382  : Arcos de la Frontera, Antequera
- 84/85  Échangeur autoroutier entre AP-4 et  A-381  : Jerez de la Frontera-sud, Los Barrios - Algésiras (A-7)
- 101 : Puerto Real - Paterna ( A-408 ) - El Puerto de Santa María, San Fernando (A-4) - Algésiras (A-48)
- 105  Échangeur autoroutier entre AP-4/ CA-35  et  CA-36  : El Puerto de Santa María, Puerto Real, San Fernando, Jerez de la Frontera +  l'AP-4 devient la  CA-35
- Échangeur autoroutier entre  CA-35  et  CA-36 (de et vers Séville) : Cadix-sud
- 2/4 : Cadix-Rio San Pedro
- Pont de la Constitution de 1812 sur la Baie de Cadix
- Entrée dans Cadix, fin de la  CA-35